# 細牙漢魚
細牙漢魚（学名：Odontesthes gracilis ），為輻鰭魚綱銀漢魚目擬銀漢魚科的其中一種，分布於南美洲智利胡安·費爾南德斯群島淡水水域，為温帶淡水魚，棲息在底中層水域，生活習性不明。
其种加词来源于拉丁文“gracilis”，意为“纤细的”。